# Norbert Leiske
Norbert Leiske (* 13. Januar 1938 in Dortmund) ist ein ehemaliger deutscher Radrennfahrer.

## Sportliche Laufbahn
Leiske war im Straßenradsport aktiv. Er startete für den Verein „RV Sturmvogel 1925 Dortmund“. Leiske gewann die Internationale Saarland-Rundfahrt 1966, Rund um Düren und den Großen Rück-Preis in Oberhausen. Er wurde in die Nationalmannschaft berufen und bestritt die Tour de l’Avenir. Für den Bund Deutscher Radfahrer nahm er an den Olympiaausscheidungsrennen im Straßenradsport 1964 teil, konnte sich aber nicht für Olympia qualifizieren.